# NGC 4933C
NGC 4933C је спирална галаксија у сазвежђу Девица која се налази на NGC листи објеката дубоког неба.
Деклинација објекта је - 11° 29' 27" а ректасцензија 13h 4m 1,2s. Привидна величина (магнитуда) објекта NGC 4933 износи 16,1 а фотографска магнитуда 17,5. NGC 4933C је још познат и под ознакама MCG -2-33-103, PGC 45143.